# Токарчук Олег Володимирович
Токарчук Олег Володимирович (нар. 1 серпня 1975, с. Ольгопіль Вінницької області) — ординатор евакуаційного відділення медичної роти 10 окремої гірсько-штурмової бригади «Едельвейс», капітан медичної служби. У минулому — лікар-травматолог та перший заступник Коломийського міського голови з питань діяльності виконавчих органів ради.

## Життєпис
Народився 1 серпня 1975 року в селі Ольгопіль Чечельницького району Вінницької області. 
У 1992—1998 роках навчався у Вінницькому державному медичному університеті. Із 2001 року мешкає в Коломиї.
З 03.08.1999 по 31.01.2000 року — лікар-інтерн по травматології Вінницької обласної лікарні імені Пирогова; з 01.02.2000 по 29.07.2001 року — лікар-травматолог-ортопед Чечельницького РТМО, а з 13.08.2001 по 11.12.2020 року — лікар-травматолог Коломийської дитячої лікарні. У 2011—2020 роках був головним лікарем дитячої лікарні. У 2018 році разом зі своєю дружиною Оксаною Токарчук створив приватну клініку з безкоштовними послугами.
У 2018 році закінчив Тернопільський національний економічний університет за спеціальністю «менеджмент».
У 2014 році був довіреною особою Андрія Садового під час президентських виборів. У 2015-2019 роках був депутатом Івано-Франківської обласної ради від партії «Самопоміч» та членом депутатської комісії з питань екології. У 2019 році балотувався в народні депутати України від партії «Самопоміч» від Коломийського та Городенківського округів, але посів на виборах 4 місце.
З 14 грудня 2020 року до повномасштабного вторгнення — перший заступник міського голови з питань діяльності виконавчих органів ради.
Після початку повномасштабного вторгнення вступив у військову службу в медичну роту. Спочатку служив у місті Малин Житомирської області, де тривали бойові дії, згодом був переведений у Бахмут. Після битви за Бахмут працював у кількох мобільних госпіталях, а з січня 2023 року перебуває на стабілізаційному пункті, який розгорнутий силами кількох бойових підрозділів.

## Нагороди
- Орден Богдана Хмельницького III ступеня (14 червня 2025) — за особисту мужність, виявлену у захисті державного суверенітету та територіальної цілісності України, самовіддане виконання військового обов’язку[13]
- Орден Данила Галицького (8 вересня 2023)[14]
- Медаль «За врятоване життя» (18 липня 2023)[15]
- Відзнака Івано-Франківської обласної ради «Лицар бойового чину»[16]
- Нагрудний знак Коломийського міського голови «Щит громади»[17]